# Torino Calcio 1987-1988
Questa voce raccoglie le informazioni riguardanti il Torino Calcio nelle competizioni ufficiali della stagione 1987-1988.

## Stagione
Ancor prima dell'inizio ufficiale della stagione, la società granata cambiò presidente: Sergio Rossi venne rimpiazzato da Mario Gerbi, in carica dal 30 maggio 1987. Una rivoluzione interessò anche il contingente straniero: alle cessioni di Kieft – dopo un solo anno – e Júnior corrisposero gli acquisti di Polster e Berggreen. L'austriaco, già autore di 2 reti in Coppa Italia, si impose subito all'attenzione generale anche in campionato.
In un'annata che fece registrare il primato stagionale di derby – ben 5, considerando ogni competizione – i granata eliminarono la Juventus nelle semifinali di coppa nazionale. La squadra fallì, tuttavia, la qualificazione europea per la stagione seguente: il trofeo – che avrebbe valso la partecipazione alla Coppa delle Coppe – venne perso contro la Sampdoria, mentre i bianconeri strapparono l'accesso alla Coppa UEFA tramite la vittoria – ai tiri di rigore – dello spareggio, causato dall'arrivo a pari punti (31) in campionato.

## Divise e sponsor
Nel 1987-1988 il Torino ebbe come sponsor tecnico Adidas, mentre lo sponsor principale fu Sweda.
| Casa | Trasferta |

## Organigramma societario
- Presidente:
  - Mario Gerbi
- Amministratore delegato:
  - Michele De Finis
- Segretario:
  - Giovanni Matta

- Direttore sportivo:
  - Federico Bonetto
- Allenatore:
  - Luigi Radice
- Medici sociali:
  - Roberto Campini
  - Cesare Cattaneo

## Rosa

L'austriaco Anton Polster, volto nuovo dell'attacco granata

| N. |                      | Ruolo | Calciatore                 |
| -- | -------------------- | ----- | -------------------------- |
|    | Italia (bandiera)    | P     | Paolo Di Sarno             |
|    | Italia (bandiera)    | P     | Fabrizio Lorieri           |
|    | Italia (bandiera)    | P     | Alessandro Zaninelli       |
|    | Italia (bandiera)    | D     | Silvano Benedetti          |
|    | Italia (bandiera)    | D     | Giancarlo Corradini        |
|    | Italia (bandiera)    | D     | Roberto Cravero (capitano) |
|    | Italia (bandiera)    | D     | Riki Di Bin                |
|    | Italia (bandiera)    | D     | Giacomo Ferri              |
|    | Italia (bandiera)    | D     | Roberto Fogli              |
|    | Italia (bandiera)    | D     | Ezio Rossi                 |
|    | Italia (bandiera)    | D     | Marco Zaffaroni            |
|    | Danimarca (bandiera) | C     | Klaus Berggreen            |

| N. |                    | Ruolo | Calciatore        |
| -- | ------------------ | ----- | ----------------- |
|    | Italia (bandiera)  | C     | Antonio Comi      |
|    | Italia (bandiera)  | C     | Massimo Crippa    |
|    | Italia (bandiera)  | C     | Diego Fuser       |
|    | Italia (bandiera)  | C     | Felice Parisi     |
|    | Italia (bandiera)  | C     | Marco Giampietri  |
|    | Italia (bandiera)  | C     | Antonio Sabato    |
|    | Italia (bandiera)  | A     | Giorgio Bresciani |
|    | Italia (bandiera)  | A     | Luca Campistri    |
|    | Italia (bandiera)  | A     | Tullio Gritti     |
|    | Italia (bandiera)  | A     | Gianluigi Lentini |
|    | Austria (bandiera) | A     | Anton Polster     |

## Calciomercato

### Sessione estiva
| Acquisti | Acquisti             | Acquisti       | Acquisti      |
| R.       | Nome                 | da             | Modalità      |
| -------- | -------------------- | -------------- | ------------- |
| P        | Alessandro Zaninelli | Avellino       | definitivo    |
| D        | Silvano Benedetti    | Ascoli         | fine prestito |
| D        | Marco Zaffaroni      | Saronno        | definitivo    |
| C        | Klaus Berggreen      | Roma           | definitivo    |
| C        | Massimo Crippa       | Pavia          | definitivo    |
| A        | Luca Campistri       | Pavia          | definitivo    |
| A        | Tullio Gritti        | Brescia        | definitivo    |
| A        | Anton Polster        | Austria Vienna | definitivo    |

| Cessioni | Cessioni            | Cessioni | Cessioni      |
| R.       | Nome                | a        | Modalità      |
| -------- | ------------------- | -------- | ------------- |
| P        | Fabrizio Boccafogli | Reggina  | definitivo    |
| P        | Renato Copparoni    | Verona   | definitivo    |
| P        | Silvano Martina     | Lazio    | definitivo    |
| D        | Paolo Beruatto      | Lazio    | definitivo    |
| D        | Giovanni Francini   | Napoli   | definitivo    |
| C        | Paolo Bellatorre    | Reggiana | definitivo    |
| C        | Giuseppe Dossena    | Udinese  | definitivo    |
| C        | Leo Junior          | Pescara  | definitivo    |
| C        | Alessandro Mazzola  | Varese   | definitivo    |
| C        | Danilo Pileggi      | Barletta | definitivo    |
| C        | Renato Zaccarelli   | -        | fine carriera |
| A        | Wim Kieft           | PSV      | definitivo    |
| A        | Franco Lerda        | Messina  | definitivo    |
| A        | Pietro Mariani      | Brescia  | definitivo    |
| A        | Frederic Massara    | Pavia    | definitivo    |

## Risultati

### Serie A

#### Girone di andata
| Arbitro: | Luci (Firenze) |

|                           |           |             |
| Schachner 34’ Bertoni 77’ | Marcatori | 47’ Polster |

| Arbitro: | Baldas (Trieste) |

|                                   |           |            |
| Polster 6’, 46’, 82’ E. Rossi 36’ | Marcatori | 87’ Vialli |

| Arbitro: | Magni (Bergamo) |

|                                                     |           |  |
| Scarafoni 15’ Giovannelli 47’ (rig.) Carannante 89’ | Marcatori |  |

| Arbitro: | Agnolin (Bassano del Grappa) |

|              |           |              |
| G. Ferri 55’ | Marcatori | 62’ Matteoli |

| Cesena 11 ottobre 1987, ore 15:00 UTC+1 5ª giornata | Cesena           | 0 – 0 referto | Torino | Stadio Dino Manuzzi (12.540 spett.)\| Arbitro: \| Casarin (Milano) \| |
| Arbitro:                                            | Casarin (Milano) |               |        |                                                                       |

| Arbitro: | Lombardo (Marsala) |

|                  |           |                      |
| Polster 21’, 67’ | Marcatori | 72’ (rig.) R. Baggio |

| Milano 1º novembre 1987, ore 14:30 UTC+1 7ª giornata | Milan                        | 0 – 0 referto | Torino | Stadio Giuseppe Meazza (72.815 spett.)\| Arbitro: \| Agnolin (Bassano del Grappa) \| |
| Arbitro:                                             | Agnolin (Bassano del Grappa) |               |        |                                                                                      |

| Arbitro: | Cornieti (Forlì) |

|             |           |             |
| Cravero 78’ | Marcatori | 27’ Pacione |

| Arbitro: | Baldas (Trieste) |

|                             |           |               |
| Maradona 3’ Careca 44’, 91’ | Marcatori | 76’ Berggreen |

| Arbitro: | Nicchi (Arezzo) |

|                           |           |                        |
| Sliskovic 45’ (rig.), 56’ | Marcatori | 11’ Polster 64’ Gritti |

| Arbitro: | Fabricatore (Roma) |

|  |           |                 |
|  | Marcatori | 40’ Della Scala |

| Como 20 dicembre 1987, ore 14:30 UTC+1 12ª giornata | Como               | 0 – 0 referto | Torino | Stadio Giuseppe Sinigaglia (7.755 spett.)\| Arbitro: \| Lombardo (Marsala) \| |
| Arbitro:                                            | Lombardo (Marsala) |               |        |                                                                               |

| Arbitro: | D'Elia (Salerno) |

|                       |           |                                 |
| Crippa 40’ Gritti 46’ | Marcatori | 57’ Alessio 84’ (aut.) E. Rossi |

| Arbitro: | Pezzella (Frattamaggiore) |

|            |           |            |
| Völler 54’ | Marcatori | 77’ Gritti |

| Arbitro: | Di Cola (Avezzano) |

|                               |           |              |
| Gritti 12’, 57’ Berggreen 46’ | Marcatori | 7’ Lucarelli |

#### Girone di ritorno
| Torino 24 gennaio 1988, ore 14:30 UTC+1 16ª giornata | Torino           | 0 – 0 referto | Avellino | Stadio Comunale Vittorio Pozzo (21.829 spett.)\| Arbitro: \| Cornieti (Forlì) \| |
| Arbitro:                                             | Cornieti (Forlì) |               |          |                                                                                  |

| Arbitro: | Lombardo (Marsala) |

|             |           |          |
| Mannini 32’ | Marcatori | 43’ Comi |

| Arbitro: | Lanese (Messina) |

|                     |           |                  |
| Comi 39’ Crippa 65’ | Marcatori | 84’ (rig.) Greco |

| Arbitro: | Paparesta (Bari) |

|  |           |                    |
|  | Marcatori | 13’ (rig.) Cravero |

| Arbitro: | Sguizzato (Verona) |

|                                  |           |                                      |
| Cravero 70’ (rig.) Bresciani 86’ | Marcatori | 12’ Lorenzo 45’ (rig.) Di Bartolomei |

| Arbitro: | Cornieti (Forlì) |

|                 |           |  |
| Diaz 91’ (rig.) | Marcatori |  |

| Arbitro: | Lo Bello (Siracusa) |

|               |           |               |
| Bresciani 78’ | Marcatori | 79’ Ancelotti |

| Arbitro: | Magni (Bergamo) |

|  |           |                        |
|  | Marcatori | 8’ E. Rossi 47’ Gritti |

| Torino 27 marzo 1988, ore 15:30 UTC+2 24ª giornata | Torino           | 0 – 0 referto | Napoli | Stadio Comunale Vittorio Pozzo (45.933 spett.)\| Arbitro: \| Paparesta (Bari) \| |
| Arbitro:                                           | Paparesta (Bari) |               |        |                                                                                  |

| Arbitro: | Frigerio (Milano) |

|                           |           |  |
| Berggreen 52’ Polster 62’ | Marcatori |  |

| Empoli 17 aprile 1988, ore 15:30 UTC+2 26ª giornata | Empoli           | 0 – 0 referto | Torino | Stadio Carlo Castellani (9.084 spett.)\| Arbitro: \| Casarin (Milano) \| |
| Arbitro:                                            | Casarin (Milano) |               |        |                                                                          |

| Arbitro: | Sguizzato (Verona) |

|          |           |            |
| Comi 52’ | Marcatori | 45’ Giunta |

| Arbitro: | Agnolin (Bassano del Grappa) |

|                       |           |             |
| Tricella 29’ Rush 88’ | Marcatori | 43’ Polster |

| Arbitro: | Magni (Bergamo) |

|                       |           |  |
| Gritti 55’ Crippa 89’ | Marcatori |  |

| Arbitro: | Lo Bello (Siracusa) |

|                  |           |  |
| Faccenda 9’, 72’ | Marcatori |  |

#### Spareggio per il 6º posto
| Arbitro: | D'Elia (Salerno) |

|                                  |                      |                                       |
| Cravero Bresciani Comi Benedetti | Tiri di rigore 2 – 4 | Vignola De Agostini Brio Cabrini Rush |

### Coppa Italia

#### Fase a gironi
| Arbitro: | Luci (Firenze) |

|  |           |            |
|  | Marcatori | 62’ Gritti |

| Arbitro: | Amendolia (Messina) |

|                       |           |              |
| Polster 4’ Gritti 56’ | Marcatori | 14’ Nicolini |

| Arbitro: | Fabricatore (Roma) |

|               |           |                                                       |
| Tovalieri 77’ | Marcatori | 2’ Gritti 60’ E. Rossi 74’, 78’ Polster 89’ Bresciani |

| Arbitro: | Frigerio (Milano) |

|  |           |             |
|  | Marcatori | 50’ Polster |

| Arbitro: | Agnolin (Bassano del Grappa) |

|  |           |                        |
|  | Marcatori | 60’, 90’ (rig.) Vialli |

#### Fase a eliminazione diretta
| Arbitro: | Luci (Firenze) |

|             |           |  |
| Elkjaer 62’ | Marcatori |  |

| Arbitro: | Longhi (Roma) |

|                                     |                      |                                |
| Benedetti 5’                        | Marcatori            |                                |
| Cravero Polster Bresciani Benedetti | Tiri di rigore 3 – 1 | Verza Galia Volpecina Berthold |

| Arbitro: | Casarin (Milano) |

|         |           |           |
| Comi 4’ | Marcatori | 9’ Renica |

| Arbitro: | Bergamo (Livorno) |

|                   |           |                                 |
| Maradona 37’, 50’ | Marcatori | 28’ Gritti 75’ Comi 80’ Polster |

| Arbitro: | Casarin (Milano) |

|                         |           |  |
| Gritti 56’ E. Rossi 68’ | Marcatori |  |

| Arbitro: | D'Elia (Salerno) |

|                                 |           |                        |
| Brio 55’ De Agostini 63’ (rig.) | Marcatori | 19’ (aut.) De Agostini |

| Arbitro: | Casarin (Milano) |

|                        |           |  |
| Briegel 10’ Vialli 32’ | Marcatori |  |

| Arbitro: | Agnolin (Bassano del Grappa) |

|                                            |           |              |
| Vierchowod 5’ (aut.) A. Paganin 35’ (aut.) | Marcatori | 112’ Salsano |

## Statistiche

### Statistiche di squadra
Statistiche aggiornate al 23 maggio 1988.
| Competizione   | Punti | In casa | In casa | In casa | In casa | In casa | In casa | In trasferta | In trasferta | In trasferta | In trasferta | In trasferta | In trasferta | Totale | Totale | Totale | Totale | Totale | Totale | DR |
| Competizione   | Punti | G       | V       | N       | P       | Gf      | Gs      | G            | V            | N            | P            | Gf           | Gs           | G      | V      | N      | P      | Gf     | Gs     | DR |
| -------------- | ----- | ------- | ------- | ------- | ------- | ------- | ------- | ------------ | ------------ | ------------ | ------------ | ------------ | ------------ | ------ | ------ | ------ | ------ | ------ | ------ | -- |
| Serie A        | 31    | 15      | 6       | 8       | 1       | 23      | 13      | 15           | 2            | 7            | 6            | 10           | 17           | 30     | 8      | 15     | 7      | 33     | 30     | 3  |
| Spareggio UEFA | -     | 1       | 0       | 1       | 0       | 0       | 0       | 0            | 0            | 0            | 0            | 0            | 0            | 1      | 0      | 1      | 0      | 0      | 0      | 0  |
| Coppa Italia   | -     | 6       | 4       | 1       | 1       | 8       | 5       | 7            | 4            | 0            | 3            | 11           | 8            | 13     | 8      | 1      | 4      | 19     | 13     | 6  |
| Totale         | -     | 22      | 10      | 10      | 2       | 31      | 18      | 22           | 6            | 7            | 9            | 21           | 25           | 44     | 16     | 17     | 11     | 52     | 43     | 9  |

### Statistiche dei giocatori
| Giocatore    | Serie A+Play-off | Serie A+Play-off | Serie A+Play-off | Serie A+Play-off | Coppa Italia | Coppa Italia | Coppa Italia | Coppa Italia | Totale   | Totale | Totale      | Totale     |
| Giocatore    | Presenze         | Reti             | Ammonizioni      | Espulsioni       | Presenze     | Reti         | Ammonizioni  | Espulsioni   | Presenze | Reti   | Ammonizioni | Espulsioni |
| ------------ | ---------------- | ---------------- | ---------------- | ---------------- | ------------ | ------------ | ------------ | ------------ | -------- | ------ | ----------- | ---------- |
| S. Benedetti | 15+1             | 0                | ?                | ?                | 9            | 1            | ?            | ?            | 25       | 1      | ?           | ?          |
| K. Berggreen | 26               | 3                | ?                | ?                | 10           | 0            | ?            | ?            | 36       | 3      | ?           | ?          |
| G. Bresciani | 23+1             | 2                | ?                | ?                | 11           | 1            | ?            | ?            | 35       | 3      | ?           | ?          |
| A. Comi      | 29+1             | 3                | ?                | ?                | 13           | 2            | ?            | ?            | 43       | 5      | ?           | ?          |
| G. Corradini | 29+1             | 0                | ?                | ?                | 13           | 0            | ?            | ?            | 43       | 0      | ?           | ?          |
| R. Cravero   | 29+1             | 3                | ?                | ?                | 12           | 0            | ?            | ?            | 42       | 3      | ?           | ?          |
| M. Crippa    | 29+1             | 3                | ?                | ?                | 13           | 0            | ?            | ?            | 43       | 3      | ?           | ?          |
| R. Di Bin    | 2                | 0                | ?                | ?                | 3            | 0            | ?            | ?            | 5        | 0      | ?           | ?          |
| G. Ferri     | 29+1             | 1                | ?                | ?                | 13           | 0            | ?            | ?            | 43       | 1      | ?           | ?          |
| D. Fuser     | 16               | 0                | ?                | ?                | 10           | 0            | ?            | ?            | 26       | 0      | ?           | ?          |
| T. Gritti    | 28               | 7                | ?                | ?                | 13           | 5            | ?            | ?            | 41       | 12     | ?           | ?          |
| G. Lentini   | 11               | 0                | ?                | ?                | 9            | 0            | ?            | ?            | 20       | 0      | ?           | ?          |
| F. Lorieri   | 30+1             | -30+-0           | ?                | ?                | 13           | -13          | ?            | ?            | 44       | -43    | ?           | ?          |
| A. Polster   | 27+1             | 9                | ?                | ?                | 12           | 5            | ?            | ?            | 40       | 14     | ?           | ?          |
| E. Rossi     | 30+1             | 2                | ?                | ?                | 10           | 2            | ?            | ?            | 41       | 4      | ?           | ?          |
| A. Sabato    | 27+1             | 0                | ?                | ?                | 11           | 0            | ?            | ?            | 39       | 0      | ?           | ?          |
| A. Zaninelli | 0                | -0               | 0                | 0                | 0            | -0           | 0            | 0            | 0        | -0     | 0           | 0          |

## Giovanili

### Piazzamenti

La squadra Primavera granata vincitrice del double scudetto-Coppa Italia di categoria

- Primavera:
  - Campionato: vincitore
  - Coppa Italia: vincitore
  - Torneo di Viareggio: finale
- Berretti:
  - Campionato: vincitore
- Allievi nazionali:
  - Torneo Città di Arco: 3º posto